# Amis des monuments et des sites de l'Eure
Les Amis des monuments et des sites de l'Eure est une société savante fondée à Évreux en 1927. Elle a été agréée pour la défense de l’environnement par arrêté préfectoral du 17 octobre 2013, et reconnue d’utilité publique par décret du 11 avril 2017.
Le peintre Marcel Delaunay en a été le premier président.

## Présidents
| Portrait                                                            | Identité                          | Période | Période | Durée  |
| Portrait                                                            | Identité                          | Début   | Fin     | Durée  |
| ------------------------------------------------------------------- | --------------------------------- | ------- | ------- | ------ |
| Stèle dans le square ébroïcien à son nom.                           | Marcel Delaunay (1876 - 1959)     | 1927    | 1959    | 32 ans |
| Pas de portrait sous licence libre disponible pour Maurice Duramé.  | Maurice Duramé (d) (1889 - 1980)  | 1959    | 1974    | 15 ans |
| Pas de portrait sous licence libre disponible pour Henri Duquesne.  | Henri Duquesne (d) (1896 - 1988)  | 1974    | 1986    | 12 ans |
| Pas de portrait sous licence libre disponible pour Agnès Vermersch. | Agnès Vermersch (d) (1935 - 2010) | 1986    | 2007    | 21 ans |
| Pas de portrait sous licence libre disponible pour Pierre Roussel.  | Pierre Roussel (d)                | 2007    | 2016    | 9 ans  |
| Pas de portrait sous licence libre disponible pour Denis Lepla.     | Denis Lepla (d)                   | 2016    |         |        |